# DXF
DXF (Drawing eXchange Format) е един от първите файлови формати за векторна компютърна графика. Записва се в ASCII файл и поддържа всички основни графични примитиви, като точки, линии, дъги, полигони и др. Основен недостатък на DXF е, че не поддържа сплайн криви, което довежда до влошаване на качеството на по-сложните съставни части на изображението.
Форматът се използва масово за обмен на графична информация между различни програмни продукти, а дори и между различни платформи (Apple/Macintosh и IBM/PC). Входни и изходни филтри за DXF имат: Autocad, 3D Studio на Autodesk, Topas на AT&T Truevision, CorelDraw на Corel Graphics и т.н. Повечето векторно ориентирани графични програмени продукти поддържат DXF.